# Christie's

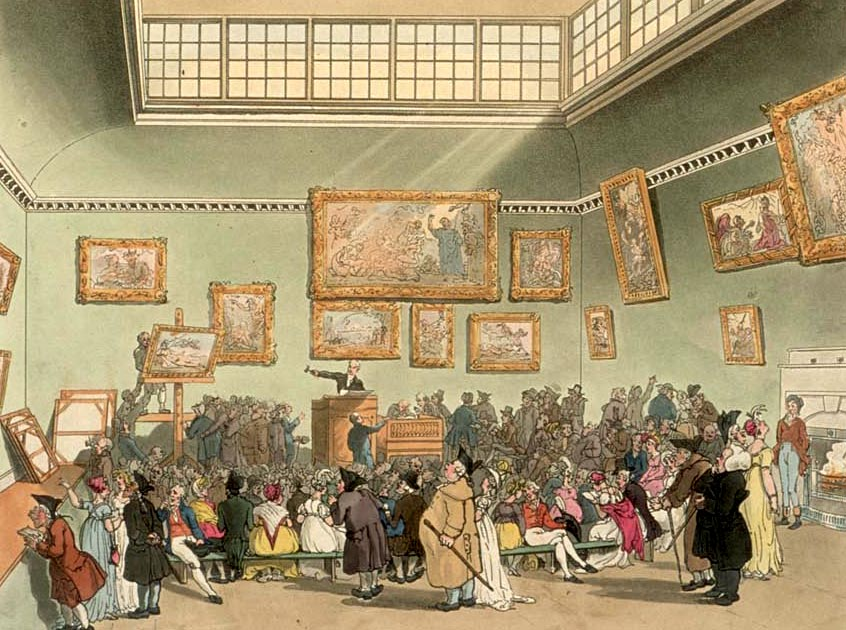
Christie's sala de leilão - Londres, 1808

A Christie's, fundada em 1766 por James Christie, é uma das empresas de arte mais importantes do mundo, com vendas em 2015 que totalizaram £ 4,8 bilhões / $ 7,4 bilhões.  Christie's conseguiu criar uma  rápida reputação entre as casas leiloeiras britânicas, nos anos seguintes à Revolução Francesa no que respeita ao comercio de obras de arte.
Desde Vincent Van Gogh, Pablo Picasso, Leonardo da Vinci, Rembrandt, Napoleão Bonaparte e Lady Diana, bem como obras consideradas património cultural da humanidade, razão porque é alvo de alguma contestação. Entre essas obras encontram-se  objectos pré-colombianos de imenso valor cultural, que se vendem a coleccionadores particulares.
Desde o ano 1823 a sede principal se encontra em King Street. Conta com filiais em todo o mundo: Nova York, Paris, Genebra, Roma, Milão, Los Angeles, Amesterdão, Hong Kong, Singapura, Banguecoque.
Actualmente é propriedade do homem de negócios francês François Pinault.
Em 1 de janeiro de 2017, Guillaume Cerutti tornou-se director-geral da Christie's, por recomendação de Patricia Barbizet e da família Pinault. O Sr. Pinault assumiu o papel de Presidente do Conselho e da Sra. Barbizet foi nomeado vice-presidente. Sra. Patricia Barbizet, francesa, foi nomeada Chief Executive Officer da Christie’s em 2014, a primeira CEO mulher da empresa.
Em 11 de maio de 2015, Les Femmes d'Alger ("Version O"), de Pablo Picasso, foi vendido por US $ 179.300.000 tornando-se a obra de arte mais cara a ser vendida em leilão na Christie’s de Nova Iorque, até então. Em novembro do mesmo ano, Nu Couché (1917-1918), de Amedeo Modigliani, foi vendido na Christie’s em Nova Iorque por $ 170.400.000, tornando-se a segunda obra mais cara vendida em leilão. Em 16 de novembro de 2017, um novo recorde foi batido: o quadro Salvator Mundi, de Leonardo da Vinci, foi levado à leilão - organizado pela Christie's Nova York - e arrematado por $450,3 milhões de dólares, o equivalente a aproximadamente R$1,5 bilhão de reais, tornando-se a obra de arte mais cara de todos os tempos.
A Christie’s oferece anualmente cerca de 350 leilões em mais de 80 categorias, incluindo todas as áreas de artes plásticas e decorativas, jóias, fotografias, colecionáveis, vinhos, e muito mais. Christie’s também tem uma história longa e bem sucedida de realização de vendas privadas para os seus clientes em todas as categorias, com ênfase na arte do pós-guerra e contemporânea, impressionista e moderna, arte antiga e joalheria.
A Christie’s tem uma presença global com 54 escritórios em 32 países e 12 salas de leilão em todo o mundo, incluindo Londres, Nova Iorque, Paris, Genebra, Milão, Amsterdam, Dubai, Zurique, Hong Kong, Xangai e Mumbai. Mais recentemente, a Christie’s tem liderado o mercado com iniciativas em mercados emergentes como a Rússia, China, Índia e os Emirados Árabes Unidos, com sucesso de vendas e exposições em Beijing, Mumbai e Dubai.